# 1996 PM4
1996 PM4 är en asteroid i huvudbältet som upptäcktes den 12 augusti 1996 av NEAT vid Haleakalā-observatoriet.
Asteroiden har en diameter på ungefär 12 kilometer och den tillhör asteroidgruppen Themis.